# Venezolanos blancos
Venezolanos blancos es una categoría utilizada por el Instituto Nacional de Estadística (INE) de Venezuela para referirse a «personas cuya tonalidad de piel es clara y que por ello suele ser asociada a poblaciones de origen europeo». Según el Censo Nacional de Población y Vivienda de 2011, este grupo representa el 43.6 % de la población del país.
Estudios de genética humana de la Universidad de Brasilia indican que aproximadamente el 61.5 % del acervo genético de la población venezolana tiene origen de etnias europeas. En comparación con otros países de América Latina y el Caribe, Venezuela exhibe una de las mayores contribuciones de ascendencia europea, junto con Brasil (65.9 %), Puerto Rico (61.3 %) y Argentina (60.1 %). Este alto porcentaje está relacionado con la inmigración europea y el mestizaje con otros grupos étnicos a lo largo de la historia del país.

Las principales ascendencias europeas entre los venezolanos blancos provienen de España, Portugal e Italia, con minorías de origen alemán, húngaro y rumano, entre otros.

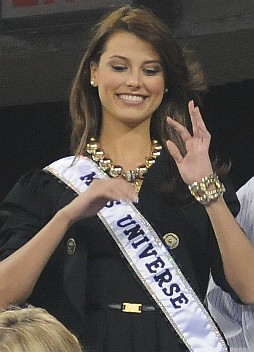
Exreina de belleza Stefanía Fernández, de ascendencia española y ucraniana.

## Historia europea en Venezuela
El navegante genovés Cristóbal Colón arribó a la actual Venezuela en 1498. La colonización española de América comenzó a finales del siglo XV, con colonos procedentes principalmente de Andalucía, Galicia, el País Vasco y las Islas Canarias. La influencia canaria en la cultura y las costumbres venezolanas ha sido particularmente significativa, lo que llevó a que ocasionalmente se le denomine «la octava isla del archipiélago canario».
Durante la época colonial, las autoridades españolas desalentaron la migración de personas no españolas para proteger los territorios coloniales de posibles reclamaciones por parte de otras potencias europeas, aunque existieron excepciones. La afluencia alemana comenzó a principios del siglo XVI, cuando el rey Carlos I de España concedió derechos de colonización a familias alemanas como compensación por ciertas deudas. Esto llevó a que la Provincia de Venezuela fuera renombrada como Klein-Venedig, con su capital establecida en Neu-Augsburg (actual Coro) y la fundación de Neu-Nürnberg (actual Maracaibo), hoy la segunda ciudad más grande del país. En 1542, los neerlandeses ocuparon la península de Araya debido a sus lucrativas salinas y posteriormente expandieron su presencia a otras zonas costeras, como Falcón, Carabobo y Zulia, favorecidos por los vínculos comerciales con las Antillas Neerlandesas. Hasta bien entrado el siglo XIX, islas como Aves, el archipiélago Las Aves, Los Roques y La Orchila también fueron consideradas parte de las Antillas.

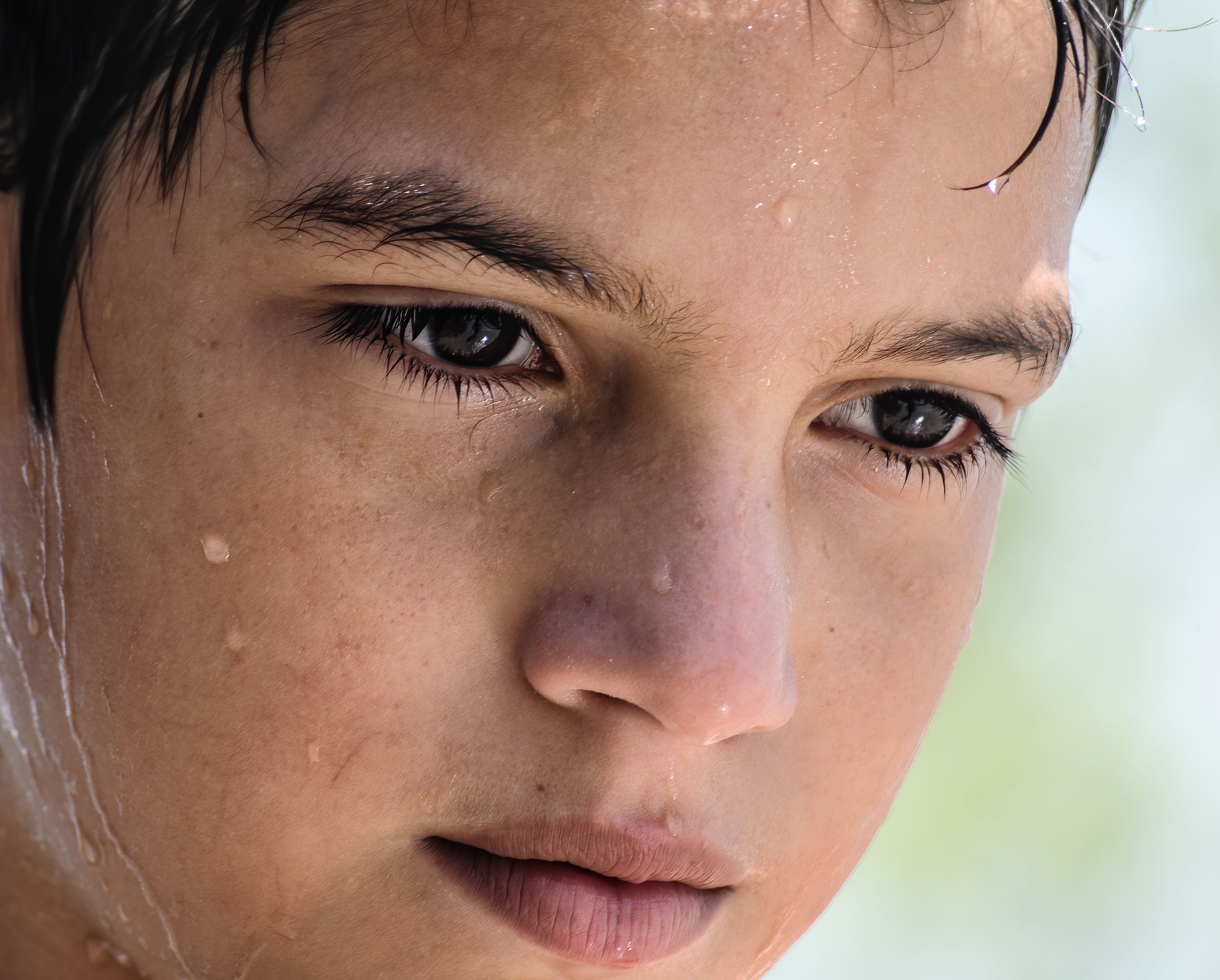
Niño de color de piel «blanco» del estado Nueva Esparta.

Durante el desarrollo de las guerras de independencia hispanoamericanas, Venezuela experimentó una notable llegada de dominicanos blancos, motivada en gran medida por un genocidio perpetrado por haitianos afrodescendientes tras la captura de La Española. Al mismo tiempo, Venezuela recibió un importante flujo de inmigrantes italianos en busca de mejores oportunidades, especialmente a partir de 1814, con un aumento significativo en torno a 1870, durante el proceso de unificación de Italia. Estos inmigrantes se concentraron en actividades agrícolas, principalmente en el cultivo de café y cacao en la región andina y la zona costera del país. Paralelamente, voluntarios de Inglaterra, Escocia e Irlanda conformaron la «Legión Británica», que participó activamente en la lucha independentista y dejó una huella en la comunidad de descendientes británicos en Venezuela.
Tras la independencia, Venezuela enfrentó dificultades para atraer inmigrantes debido al estancamiento económico y los conflictos internos. Aun así, pequeños grupos de colonos franceses, especialmente corsos, se establecieron en la costa de la península de Paria, donde contribuyeron significativamente a la industria cacaotera. Los italianos se asentaron en la región andina, mientras que los inmigrantes alemanes fundaron comunidades como la Colonia Tovar en el centro-norte del país y desempeñaron un papel fundamental en el comercio, en particular en el sector minorista y los sistemas bancarios informales de Maracaibo. Hacia finales del siglo XIX, también se registró la llegada de estadounidenses y canadienses eurodescendientes, en su mayoría misioneros evangélicos de diversas denominaciones protestantes, así como ingenieros atraídos por el auge de la industria petrolera.
A partir de 1935, Venezuela experimentó un período de crecimiento económico y social con el desarrollo de la industria petrolera, lo que la convirtió en un destino atractivo para la inmigración. Entre 1940 y 1961, se estima que llegaron al país aproximadamente 960 000 inmigrantes europeos, como consecuencia de la Segunda Guerra Mundial, la dictadura de Francisco Franco y las políticas de los gobiernos del Pacto de Varsovia. Los grupos más numerosos fueron los españoles (350 000), italianos (310 000) y portugueses (180 000), aunque también arribaron en menor número alemanes, franceses, suizos, polacos, griegos, checos, rusos, ucranianos, serbios, nórdicos, rumanos, eslovenos, croatas, belgas y austriacos y húngaros.
Durante las décadas de 1970 y 1980, las dictaduras en países del Cono Sur, como Argentina y Uruguay, motivaron la emigración de personas de ascendencia española e italiana hacia Venezuela, atraídas por su estabilidad política y económica. De manera similar, el país recibió migrantes de otras regiones de América Latina, incluidos colombianos, chilenos, dominicanos, brasileños, cubanos, quienes huían de crisis económicas, conflictos políticos y regímenes autoritarios en sus países de origen.
Venezuela tiene, según los últimos datos publicados por la Organización de las Naciones Unidas, 1 324 193 de inmigrantes, lo que supone un 4,66 % de la población. Si lo comparamos con el resto de los países vemos que es el 90º país del mundo por porcentaje de inmigración.

## Distribución
Según el Censo de 2011, la composición étnica autor reconocida por estado:
| Ranking (%) | Estado           | Población | % Blanco |
| ----------- | ---------------- | --------- | -------- |
| 22          | Amazonas         | 54 102    | 34.4 %   |
| 13          | Anzoátegui       | 629 802   | 40.0 %   |
| 24          | Apure            | 157 193   | 30.2 %   |
| 9           | Aragua           | 763 351   | 43.4 %   |
| 11          | Barinas          | 344 265   | 41.9 %   |
| 14          | Bolívar          | 646 059   | 39.2 %   |
| 10          | Carabobo         | 1 010 138 | 42.7 %   |
| 20          | Cojedes          | 115 437   | 35.6 %   |
| 19          | Delta Amacuro    | 62 457    | 36.5 %   |
| 3           | Distrito Capital | 1 079 892 | 51.2 %   |
| 15          | Falcón           | 375 823   | 38.9 %   |
| 23          | Guárico          | 264 036   | 32.8 %   |
| 12          | Lara             | 800 225   | 41.9 %   |
| 2           | Mérida           | 479 021   | 53.7 %   |
| 7           | Miranda          | 1 387 265 | 45.8 %   |
| 16          | Monagas          | 359 473   | 38.8 %   |
| 5           | Nueva Esparta    | 217 828   | 47.1 %   |
| 18          | Portuguesa       | 348 745   | 37.0 %   |
| 17          | Sucre            | 375 688   | 38.5 %   |
| 1           | Táchira          | 743 013   | 58.8 %   |
| 4           | Trujillo         | 369 961   | 48.3 %   |
| 8           | La Guaira        | 153 252   | 44.7 %   |
| 21          | Yaracuy          | 229 542   | 35.5 %   |
| 6           | Zulia            | 1 799 760 | 46.3 %   |
|             | Venezuela        |           | 43.6     |